# Rundstück warm

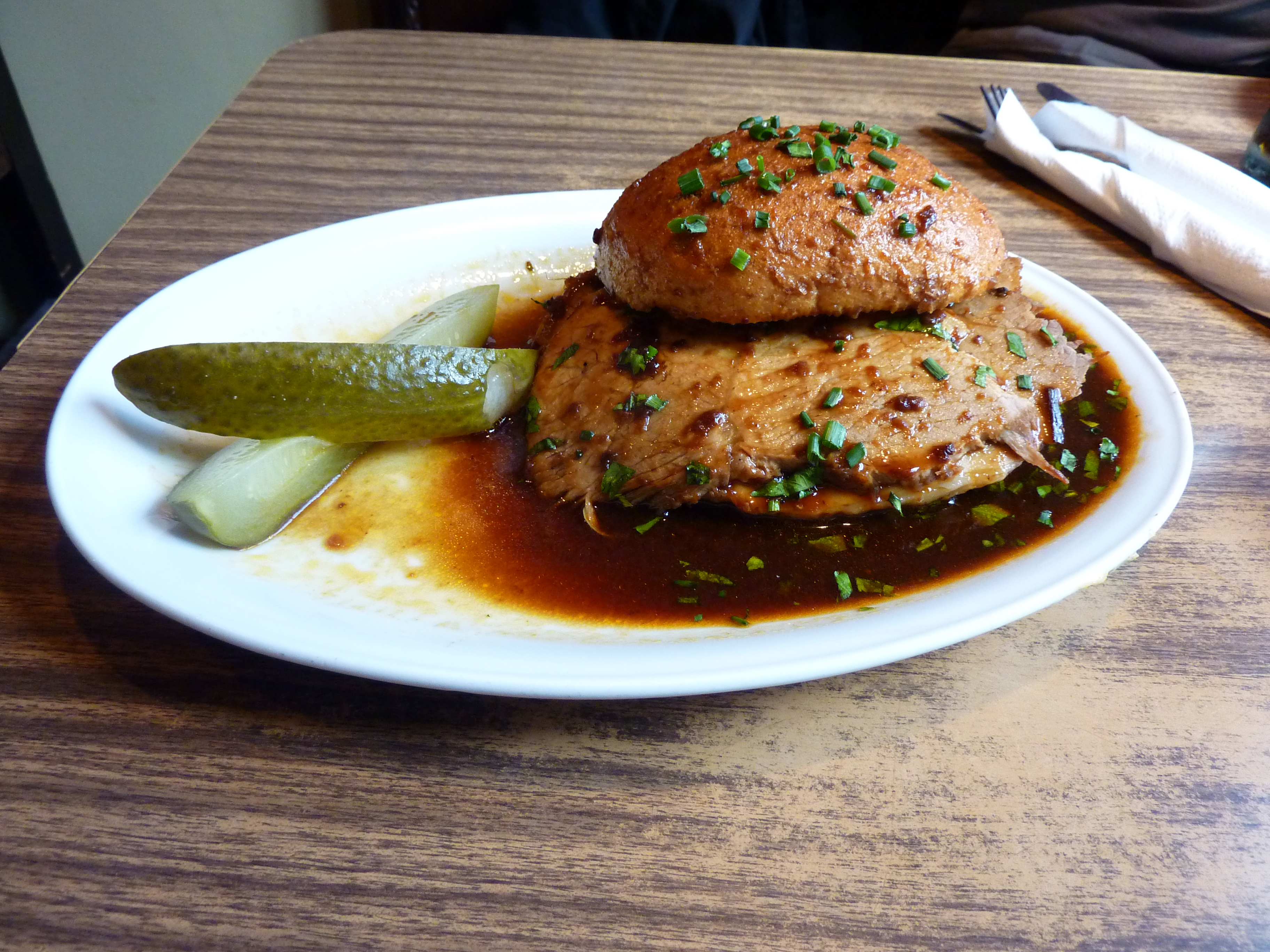
Rundstück warm in einem Restaurant in Hamburg

Als Rundstück warm, auch Hamburger Rundstück warm, bezeichnet man in Norddeutschland, vor allem in Hamburg, einen warmen Imbiss, bei dem eine Scheibe warmer Braten von Rind oder Schwein in ein halbiertes Rundstück (in engerem Sinn ein rundes Weizenbrötchen ohne Einschnitte) gelegt wird, das dann mit Bratensauce übergossen wird. Als Beilagen können Gewürz- oder Senfgurken sowie Aspik aus dem Bratenfond dienen.

## Entstehung
Einer von mehreren Theorien zufolge soll Rundstück warm ein Vorläufer des Hamburgers sein.
Bereits 1869 wurde Gasthausbesuchern in Hamburg Rundstück mit warmem Braten angeboten. Um 1900 scheint diese Mahlzeit jedenfalls in Hamburg verbreitet gewesen zu sein. So berichtet der zu dieser Zeit erscheinende Wegweiser durch Hamburg und Umgebung, dass der Hamburger auf gutes Essen und Trinken sehr viel Gewicht lege, und erwähnt: „Ein sehr beliebter, kurzer Imbiss ist auch das ‚Rundstück warm‘, eine Semmel mit warmem Braten und Sauce.“
Als Erfinder des Rundstück warm wird unter anderem der Wirt Heinrich Heckel genannt. Dieser betrieb an der Reeperbahn, Ecke Heinestraße (benannt nach Salomon Heine, 1938 von den Nazis in Hamburger Berg umbenannt), das Bierhaus Heckel (in dem Gebäude befindet sich heute eine Filiale der Spielbank Hamburg). Im Jahr 1901 kam eine Gesellschaft nach Küchenschluss in Heckels Restaurant und wollte noch etwas Warmes essen. Heckel hatte jedoch nur noch Braten mit Soße und Rundstücke. Seine Gäste forderten ihn auf, diese warm zu machen, und waren vom Ergebnis so angetan, dass sie es weiterempfahlen. Eine andere Version wird einem Zeitungsartikel gemäß auf das Jahr 1904 gelegt und widerspricht damit, zumindest in der zeitlichen Zuordnung, dem eingangs genannten Reiseführer noch stärker. Demnach war es Heinrich Heckel selbst, der auf die Idee kam, Rundstücke mit Braten als Rundstück warm anzubieten, nachdem seine Köchin erkrankt war.
Als schnell zubereitetes Zwischengericht wurde Rundstück warm wohl spätestens ab dem frühen 20. Jahrhundert zunehmend in vielen Gaststätten Hamburgs angeboten oder zu Hause (auch als Resteessen) zubereitet.